# World Go Round (singolo)
World Go Round è un brano musicale del rapper statunitense Busta Rhymes, estratto come quarto singolo dall'album Back on My B.S. e prodotto da Jelly Roll.
Il brano figura la collaborazione della cantante britannica Estelle, ed è stato pubblicato in Francia il 6 aprile 2009 dalla Universal Records in seguito al grande successo radiofonico del brano nella versione presente sull'album (priva della parte di Estelle). Nel Regno Unito il singolo è stato pubblicato il 13 luglio 2009. Il brano utilizza un riff simile a quello di Sweet Dreams (Are Made of This) degli Eurythmics.

## Tracce
CD Singolo
1. World Go Round (DJ Mehdi Mix)
2. World Go Round (Original)

## Classifiche
| Classifica (2009)             | Posizione più alta |
| ----------------------------- | ------------------ |
| French Digital Singles Chart  | 20                 |
| French Physical Singles Chart | 23                 |
| Irish Singles Chart           | 25                 |
| Official Singles Chart        | 66                 |